# Merremia korthalsiana
Merremia korthalsiana är en vindeväxtart som beskrevs av V. Ooststr. Merremia korthalsiana ingår i släktet Merremia och familjen vindeväxter. Inga underarter finns listade i Catalogue of Life.